# Mesrob (ormiański współpatriarcha Jerozolimy)
Mesrob (ur. ?, zm. ?) – w roku 1402 ormiański współpatriarcha Jerozolimy